# Marogong
Marogong è una municipalità di quarta classe delle Filippine, situata nella Provincia di Lanao del Sur, nella Regione Autonoma nel Mindanao Musulmano.
Marogong è formata da 24 baranggay:
- Bagumbayan
- Balut
- Bitayan
- Bolawan
- Bonga
- Cabasaran
- Cadayonan
- Cahera
- Cairantang
- Calumbog
- Canibongan
- Diragun

- Mantailoco
- Mapantao
- Marogong East
- Marogong Proper (Pob.)
- Mayaman
- Pabrica
- Paigoay Coda
- Pasayanan
- Piangologan
- Puracan
- Romagondong
- Sarang